# Final Destination
Final Destination és el nom d'una pel·lícula de terror rodada l'any 2000 sobre un grup d'estudiants que aconsegueixen enganyar la mort en un accident aeri, sortint il·lesos. No obstant això després d'haver-se salvat s'adonen que la mort tornarà per ells. El director i guionista James Wong va escriure molts capítols de The X-Files i l'argument està basat en un capítol d'aquesta sèrie. La pel·lícula va ser distribuïda per New Line Cinema. El DVD va ser llançat el 26 de setembre de 2000.
Aquesta pel·lícula és la primera part de la saga Final Destination. Les següents són Final Destination 2 (2003), Final Destination 3 (2006), The Final Destination (2009) i Final Destination 5 (2011). Han guanyat diversos premis internacionals entre ells un Premis Saturn el 2000 com a millor pel·lícula de terror i Devon Sawa com a millor actor. També s'han escrit una sèrie de llibres relacionada amb la saga. La pel·lícula té lloc en el districte novaiorquès de Long Island. Es mostren llocs com Jones Beach i l'Aeroport Internacional John F. Kennedy.

## Argument
En el viatge de fi de curs a París, Alex Browning (Devon Sawa), té una visió en la que el seu avió (vol 180) va a explotar en enlairar de l'aeroport. Alex tracta d'abandonar l'avió i provoca una baralla. En conseqüència ell, la professora i cinc estudiants són expulsats de l'avió. Poc després observen des de la terminal de l'aeroport com explota l'avió. Més tard els supervivents intenten calmar-se i d'oblidar del que ha passat, però la tranquil·litat dura poc, ja que aviat s'adonen que la mort torna per emportar-se'ls; ho fa matant a cada un dels supervivents del Vol 180 a estranys accidents, però el més sorprenent és que els supervivents moren en el mateix ordre que haurien mort si s'haguessin quedat a l'avió. Cada vegada que la mort es va a portar a algú, manifesta la seva presència mitjançant estranyes ombres, brises fredes i estranys efectes òptics (ja siguin espurnes, foc, espurnes, fum, ombres amb formes estranyes, etc ..) en els quals, gairebé sempre, s'adverteix la figura d'una calavera, o "pistes" del nom de la víctima.

## Personatges
- Alexander "Alex" Chance Browning (Devon Sawa): Alex és el personatge principal, ja que és el personatge que té la premonició en la qual l'avió del vol 180 va a explotar. Després de provocar una baralla dins l'avió per tractar de sortir d'aquest, ell i sis persones abandonen l'avió i observen atònits l'accident aeri.
- Clear Rivers (Ali Larter): Clear és una adolescent solitària que aparenta no tenir molts amics, però que no obstant això aconsegueix connectar amb Alex dins de l'avió. A diferència dels altres, ella no és expulsada de l'avió, sinó que es baixa per pròpia voluntat. Al principi es mostra escèptica sobre el pla de la mort, però finalment acaba acceptant, i va començar a sentir certa atracció cap a Alex. Ella en canvi no mor en la pel·lícula. Participa en la pel·lícula Destino Final 2.
- Carter Horton (Kerr Smith): Carter és un jove atlètic que manté una relació molt tensa amb Alex al llarg de la pel·lícula, encara que pel que sembla tots dos ja tenien mala relació abans d'embarcar en el Vol 180. Carter és expulsat de l'avió per barallar-se amb Alex després que aquest tingués la premonició.
- Ms Valerie Lewton (Kristen Cloke): Una de les professores en el Vol 180. Quan Alex i Carter es van posar a barallar a l'avió, ella va tractar de calmar la situació amb l'ajuda de l'altre professor. En veure que Alex, Carter i Billy són expulsats de l'avió, la professora Lewton li demana a l'altre professor que es quedi amb els alumnes que sí que han de viatjar. Després de l'explosió de l'avió la professora Lewton cau en un estat de depressió, perquè es considera responsable de la mort de l'altre professor en haver demanat a aquest que es quedés a l'avió. Valerie desconfia d'Alex pensant que ell és una mena de bruixot.
- William "Billy" Hitchcock (Seann William Scott): En el Vol 180, Billy va tenir sort en estar al mig de la baralla de Carter i Alex, perquè havia anat al bany. Tot i ser el personatge més còmic, no té cap amic dins del grup dels supervivents.
- Tod Waggner (Txad E. Donella): És el millor amic d'Alex. Quan Alex abandona el Vol 180, el seu germà George li demana que acompanyi a Alex.
- Terry Chaney (Amanda Detmer): És la promesa de Carter, després de la baralla a l'avió, el seu promès va ser expulsat i ella decideix baixar també de l'avió. Terry està cada vegada més farta de les contínues disputes entre Alex i Carter i està a punt de trencar la relació sentimental amb el seu xicot. Tracta del fet que aquest accident no sigui el més important en la seva vida.
- George Waggner (Brendan Fehr): És el germà de Tod. A l'avió es mostra rebel. Ell li demana al seu germà, Tod Waggner, que es quedi amb Alex.
- Mr Larry Murnau(Forbes Angus): És un mestre de l'escola Mount Abrahm. Mor a l'avió, ja que minuts abans de l'explosió Valerie Lewton li va demanar que tornés amb els alumnes, ja que ell sabia més francès que ella.
- Christa Marsh (Lisa Marie Caruk): És la millor amiga de Blake, ella mor a l'avió.
- Blake Dreyer (Christine Chatelain): És la millor amiga de Christa, ella mor a l'avió. La seva germana és Carrie Dreyer de destinació final 3.

## L'accident
Minuts després d'enlairar, l'avió sofreix un desperfecte i un curtcircuit provoca que hi hagi una explosió, al moment moren el mestre Murnau, George, Tod i altres persones al capdavant de l'avió, incloent Terry. Segons després una part de l'avió es desprèn creant un forat que provoca succió per l'aire, al moment es desprenen diversos seients on van 4 persones i que surten volant pel forat. Al final passa una gran explosió que fa
incendiar tot l'avió i que acaba per matar a tots.

## Morts
Són les morts conseqüents dels supervivents que passa al llarg de la pel·lícula, en elles havent PISTES (percebudes per Alex per evitar aquestes). Les morts es produeixen irònicament en l'ordre que els supervivents anaven a morir en el vol i són:
Tod Waggner: estrangulat a la seva banyera per un filferro.
Quan Tod entra a la cambra de bany, una brisa entra per la finestra i fa que es tanqui la porta. Un moment després quan comença afaitar-se, la canonada de l'inodor comença a vessar aigua formant un bassal a terra sense que Tod es doni compte. Quan es dirigeix a la banyera, es rellisca amb el toll i cau dins, on hi ha la corda de penjar la roba. La corda s'enrosca al coll de Tod i li comença a estrangular com si fos una mena de forca. Angoixat per la situació comença a moure les cames intentant posar-se dret però l'únic que aconsegueix és bolcar els pots de sabó i xampú a la banyera fent que aquesta sigui encara més relliscosa. Les venes dels seus ulls comencen a rebentar mentre vanament intenta agafar unes tisores que es troben a prop d'ell. Poc després perd la consciència i mor. En aquest mateix instant l'aigua que va formar el bassal comença a retrocedir i torna a ficar-se per la canonada d'on va sortir i desapareix com si mai s'hagués vessat. Gràcies a ell es retrocedeix una mort en la segona pel·lícula.
Pistes:
- Alex llança una revista de Penthouse cap a un mussol, caient en el seu ventilador prop triturats en diversos trossos, caient a la cama un que diu "Tod".
- La cançó Rocky Mountain High s'escolta en la ràdio del bany, una dada curiosa d'aquest, és que s'escolta tant en el bany de Tod, com en el bany de l'aeroport abans d'abordar. (Es diu que l'autor va morir en un accident d'avioneta voltant de l'any 2000).
- En el principi de la pel·lícula una nina aquesta penjant del sostre.
- A l'avió, quan les noies li demanen a Alex que se sent amb Tod, aquest li fa gestos que no ho faci, i un d'aquests gestos és que es penja a si mateix.
- A l'avió una ràdio colpeja Tod com la que encén al bany on mor.

Terry Chaney: atropellada per un autobús a gran velocitat.
Mentre Alex està parlant amb Clear en una cafeteria s'observa en una finestra el reflex d'un autobús, però quan aquest fa mitja volta s'adona que no hi ha res. Un moment després apareix Carter conduint al costat de Terry i decideix baixar del cotxe per discutir amb Alex però abans d'això arriba per la porta del darrere la professora Valerie Lewton anunciant que es mudarà a un altre veïnat i així calmar-se. Un moment després comencen a barallar-se i Terry, enfadada amb Carter, es baixa també del vehicle, trenca amb ell i fins i tot li desitja la mort. Un cop dit això, Terry fa mitja volta amb intenció de creuar el carrer però tot just trepitjar l'asfalt és atropellada per un autobús que circula a gran velocitat. Terry mor en l'acte vessant sang per tot arreu. Gràcies a ella també es retrocedeix una mort en la segona pel·lícula.
Pistes:
- Quan Alex parla amb Clear, veu el reflex d'un autobús en una finestra, però en girar l'altra banda no troba res.
- Quan tots ja es troben fora de l'avió i ocorre l'accident (l'avió explota), es pot distingir que tots miren irònicament a Alex, incloent Terry, en el qual quan ella ho fa, es pot veure el pòster d'un Autobús que es troba en el seu darrere.
- Quan arriben Terry i Carter on Alex i Clear en l'acte de Carter s'escolta la frase "Final Destination".
- Alex li diu a Clear que la mort pot arribar en qualsevol part: "en beure aquest cafè, en respirar l'aire, en creuar el carrer .." era el que pretenia fer Terry en ser atropellada.
- Quan Carter arribo en el seu acte, tracte d'atropellar o xocar a Billy Hitchcock, i Terry mor atropellada.

Ms Valerie Lewton: En una explosió, dessagnada i apunyalada.
És el personatge que pateix la mort més llarga i dolorosa. Mentre està a la cuina posa a escalfar una mica de te i de sobte veu un reflex fosc en la tetera. Espantada, fa mitja volta i observa que no hi ha ningú. Tot seguit s'aboca el te en una tassa i es crema del calent que hi ha la infusió. Treu una ampolla de vodka de la nevera i el converteix en la mateixa tassa amb una mica de gel. El canvi brusc de temperatura provoca una petita esquerda en la tassa de la qual comencen a vessar petites gotes de vodka sense que ella s'adoni d'això. Mentre ella es dirigeix cap a l'ordinador bevent de la tassa, va deixant un reguitzell de vodka per tota la casa i després deixa la tassa sobre del monitor de l'ordinador. La tassa segueix gotejant però aquesta vegada ho fa dins dels circuits del monitor. Instants després Ms Lewton es dona compte que el monitor està traient fum i s'apropa per observar millor. De sobte el monitor explota i els vidres de la pantalla es claven en el seu coll i comença a dessagnar. Mentre tracta de fer tot el possible per frenar l'hemorràgia, les espurnes que surten del monitor arriben les gotes vessades a terra, provocant una reguera de foc. Quan el foc arriba a la cuina, l'ampolla de vodka explota fent que MS Lewton caigui a terra. Incapaç de posar-se dret, tracta d'assolir un drap que està al taulell però no s'adona que el drap està enganxat en un bloc de ganivets. En estirar el drap provoca que el bloc de ganivets caigui a terra i que un d'ells se li quedi clavat en el pit. En aquest moment apareix Alex per intentar salvar-la però quan ell tracta d'extirpar-li el ganivet, el forn explota, fent que una cadira caigui sobre i provocant que el ganivet s'enfonsi encara més en el pit de la professora. Alex aconsegueix treure el ganivet però Ms Lewton ja està morta i corre per abandonar l'habitatge doncs un moment després tota la casa explota. Gràcies a aquest accident, el professor que la substitueix no mor quan hauria, ja que va haver de ser apunyalat per un alumne, però el van traslladar per suplir la difunta Ms Valerie, i va morir el substitut d'aquest últim.
Pistes:
- Després de l'escena de la mort de Terry, Alex pren un antiàcid i en la televisió passa un comercial d'un ganivet, que irònicament és el que s'acaba per matar Val.
- Ms Valerie posa un disc, que irònicament és el de Rocky mountain high de John Denver qui també va morir en un accident d'avió. Aquesta és la mateixa cançó que s'escolta abans de la mort de Tod.
- Quan Alex va camí cap amb Ms Valerie, un home està rasclats unes fulles amb foc, mateixes que desprenen cendres que volen seu voltant. Es dona compte que és una pista i comença a córrer.
- Quan Ms Valerie està a l'ordinador, es pot veure darrere d'ella, la decoració d'una daga a la porta, que solemnement apunta a ella. I quan l'ordinador explota i el vidre es clava en el seu coll ella es fa enrere aturant-se justament en la decoració.
- Ms Lewton després que llança el te calent de la tassa diu "Calma't ja aviat no estaràs".

Billy Hitchcock: Decapitat per un tros de metall.
Per demostrar que la mort no pot matar-lo i que Alex està mentint, Carter condueix fins a un pas a nivell i per just a sobre de les vies quan un tren s'està aproximant. Tots surten corrent del cotxe excepte Carter que prefereix quedar-se dins fins a l'últim segon. Quan Carter decideix sortir del vehicle s'activa el tancament automàtic deixant a Carter atrapat dins del cotxe. Alex corre per salvar la vida de Carter i finalment ho aconsegueix tot i que el tren envesteix contra el cotxe fent trossos. Billy comença a sermonejar a Carter quan un dels fragments de metall provinents del cotxe que està en plena via, surt disparat per la inèrcia del tren i talla d'arrel el cap de Billy.
Pistes:
- Billy a vegades havia estat a punt de ser atropellat per Carter, i eventualment el tros de metall que el decapita és del seu cotxe.
- En l'acte després de l'escena de la mort de la professora, Carter li diu irònicament a Billy que "serà el següent si no calla".
- Quan estan fins i tot en l'acte, Alex veu en la finestra l'aproximació d'un tren, tot i estar lluny de les vies.
- Poc després, Alex veu que el cinturó es trenca i demana a Carter que freni, però quan volteja novament cap al cinturó aquest està normal.
- Quan Carter està atrapat en el vehicle i Alex tracta d'ajudar-lo, es veu una ombra sobre el parabrisa de l'automòbil.
- En l'escena de la platja es veu en el cel uns llums amb forma d'avió.
- Quan expulsen a tots de l'avió, Larry (professor que mor en l'explosió) puja a l'avió i Billy li diu a la porta que el no va tenir res a veure en la baralla i el seu cap gairebé queda atrapada a la porta per l'hostessa que l'estava tancant.
- Billy li diu a Alex que el seu mestre de conduir li va dir que moriria jove.
- Pocs minuts després de baixar de l'avió, Billy s'inclina pel finestral i es veu el reflex de les llums de l'avió travessant el cap d'ell, justament per la part en què el metall travessa el seu cap d'aquest en morir.

Carter Horton: Aixafat per un "Espectacular" (Cartell).
Sis mesos després del que ha passat dels supervivents arriben per fi a París. En un cafè, Alex s'adona que és el seu torn i intenta allunyar-se dels altres dos. En un vidre Clear veu el reflex d'un autobús i accidentalment s'acosta al carrer. L'autobús gairebé el mata, però aconsegueix apartar per l'advertència immediata de Clear. L'autobús xoca eventualment amb un pal que surt volant i trencant el suport d'un espectacular, que es desprèn i cau cap Alex, però Carter l'aparta quedant ell en el camí on el "Espectacular" ara aixafa a Carter.
Pistes:
- Darrere d'Alex, Clear i Carter aquesta un[Cal aclariment]
 cantant "Rocky Mountain High" en francès.
- Una ona de vent volteja la copa amb vi vermell a la taula vessat en el full d'Alex, tacant de vermell sobre el seu nom com si fos sang.
- Quan es desprèn el "Espectacular" s'apaguen totes les llums d'ell, excepte la part que diu "o81", i quan va cap Carter l'anunci va al revés i es veu "18".
- Clear veu el reflex de l'autobús que causaria el desastre que va acabar per matar Carter

(Alex intervenir en la mort de Clear, així que seguia ell, però Carter va intervenir en la seva mort, així que va salvar a Carter)
Alex Chance Browning: desnucat per un totxo.
La seva mort no es veu, però es confirma en la segona pel·lícula.

## Final alternatiu
L'escena a la platja on Clear li explica a Alex del passat de la seva família era més extensa. Clear li suggeria a Alex com havien d'actuar i que fessin alguna cosa gran mentre encara tenien temps. Clear i Alex acaben tenint sexe, i després queda embarassada (l'escena en què ho descobreix va ser esborrada també). Quan Clear és la següent en la "Llista fatal", Alex la salva de l'explosió del cotxe, i se sacrifica per aconseguir-ho, pel que mor. Nou mesos més tard, Clear dona a llum un nadó home (tal com diu Alex) i en fer-ho arruïna el pla de la mort en crear una nova vida que no havia d'existir. Ella i Carter es tornen amics propers i visiten el memorial del Vol 180. Clear creu que en vèncer a la mort ells van guanyar l'oportunitat de viure una vida plena, per tots, aprofitar cada moment. Cau un full i els crèdits comencen a aparèixer.